# 马萨内特-德卡夫雷尼斯
马萨内特-德卡夫雷尼斯（西班牙語：Massanet de Cabrenys）是西班牙加泰罗尼亚赫罗纳省的一个市镇。总面积67平方公里，总人口666人（2001年），人口密度10人/平方公里。